# Thomas Harper Goodspeed
Thomas Harper Goodspeed, född 17 maj 1887, död 17 maj 1966, var en amerikansk botanist. Auktorsnamnet Goodsp. kan användas för Thomas Harper Goodspeed i samband med ett vetenskapligt namn inom botaniken; se Wikipediaartiklar som länkar till auktorsnamnet.
Goodspeed var 1928–1954 professor i botanik vid Berkeley och föreståndare för den botaniska trädgården där. Han invaldes 1955 som utländsk ledamot av Vetenskapsakademien i Stockholm.